# Araneus trigonophorus
Araneus trigonophorus là một loài nhện trong họ Araneidae.
Loài này thuộc chi Araneus. Araneus trigonophorus được Tord Tamerlan Teodor Thorell miêu tả năm 1887.